# Peratherium
Peratherium es un género extinto de mamífero metaterio perteneciente a la familia Herpetotheriidae. Vivió en Europa y África desde inicios del Eoceno hasta principios del Mioceno.
Las especies descritas son las siguientes:
- Peratherium africanum
- Peratherium antiquum
- Peratherium bretouense
- Peratherium cayluxi
- Peratherium constans
- Peratherium cuvieri
- Peratherium elegans
- Peratherium lavergnense
- Peratherium matronense
- Peratherium monspeliense
- Peratherium perrierense
- Peratherium sudrei